# 羽前松岡站
羽前松岡站（日语：／ Uzem-Matsuoka eki */?）是位於山形縣西置賜郡小國町大字松岡，東日本旅客鐵道（JR東日本）的米坂線車站。

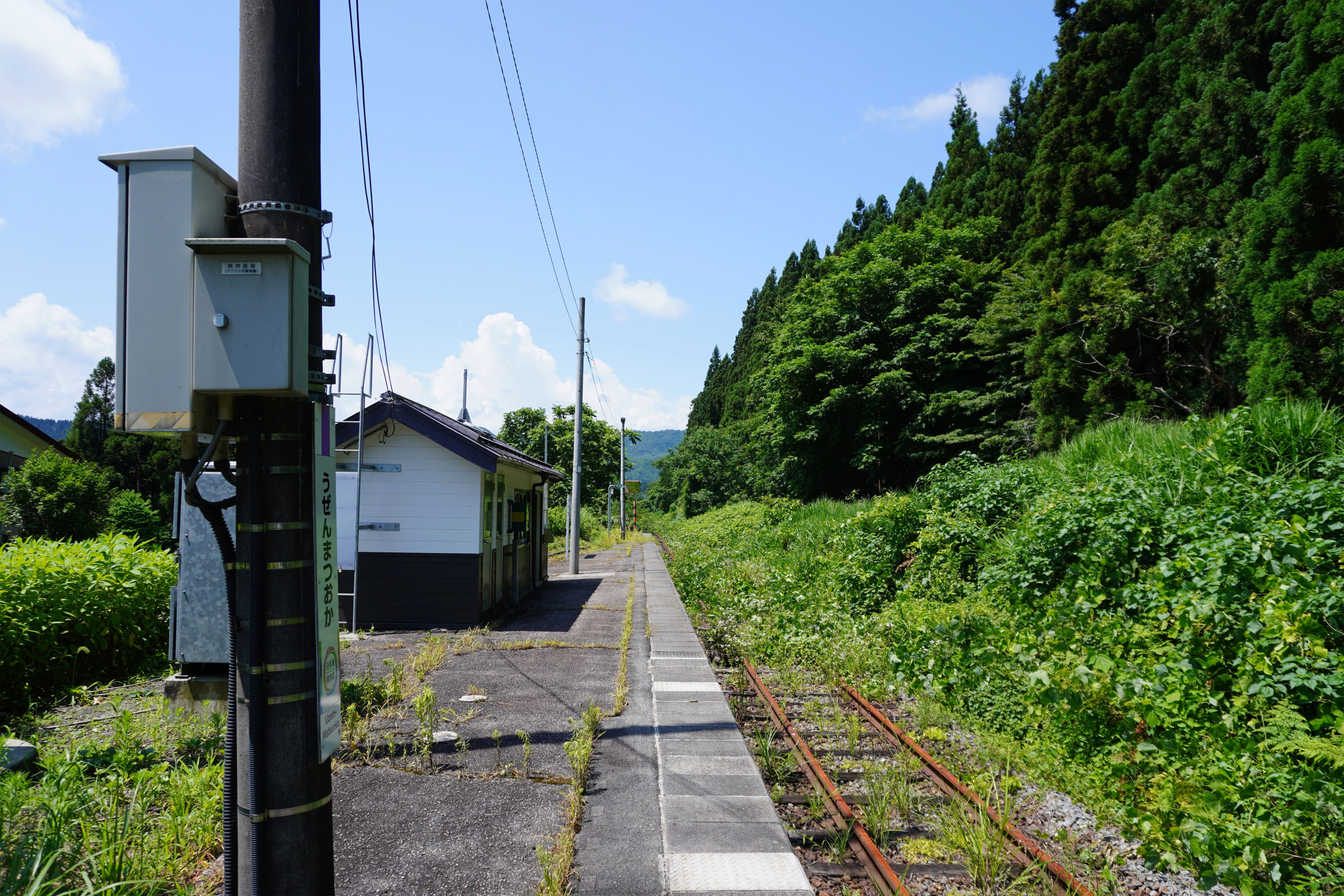
月台（2023年7月）

## 歷史
- 1935年（昭和10年）10月30日：米坂東線羽前沼澤至小國之間開通，此站啟用[1]，當時此站只可讓來往奧羽本線米澤、赤湯、上之山、山形，米坂東線與長井線各車站的旅客使用。
- 1936年（昭和11年）9月2日：乘車限制修正[2]，此站只可讓來往米澤、赤湯、上之山、山形、新發田至村上之間，米坂線與長井線各車站的旅客使用。
- 1987年（昭和62年）4月1日：伴隨國鐵分割民營化，車站由東日本旅客鐵道（JR東日本）營運。

## 車站構造
車站是一座地面車站，設有1面1線的單式月台。
此站是由小國站管理的無人車站。車站大樓內設有候車室和廁所。在候車室內設有記事本，供遊客自由地寫下內容。

## 使用狀況
根據「山形縣」的資料，在2004年度1日平均乘車人次為8人。
| 乘車人次變化 | 乘車人次變化 |
| 年度         | 1日平均人次  |
| ------------ | ------------ |
| 2000         | 15           |
| 2001         | 13           |
| 2002         | 10           |
| 2003         | 7            |
| 2004         | 8            |

## 車站周邊
- 國道113號（日语：国道113号）

## 相鄰車站
東日本旅客鐵道（JR東日本）
■米坂線
□快速「紅花」、■普通
伊佐領－羽前松岡－小國

## 注腳
1. ↑  . dl.ndl.go.jp.   [2020-08-01] （日语）.
2. ↑  . dl.ndl.go.jp.   [2020-08-01] （日语）.
3. ↑  『山形県の鉄道輸送』平成26年度版 - 山形県 （页面存档备份，存于）（日語）

## 外部連結
- 車站資訊（羽前松岡）：東日本旅客鐵道（日語）